# Barbus jacksoni
The Jackson's Barb (Barbus jacksoni) là một loài cá vây tia trong họ Cyprinidae.
Nó được tìm thấy ở Kenya, Tanzania, and Uganda.
Các môi trường sống tự nhiên của chúng là sông, intermittent rivers, and inland deltas.
It is not considered a threatened species by the IUCN.